# Resultados do Carnaval de Belém em 2008
Resultados do Carnaval de Belém em 2008.

## Grupo 1
| Escola | Escola                      | Pontos |
| ------ | --------------------------- | ------ |
| 1º     | Rancho Não Posso Me Amofiná | 340    |
| 2º     | Quem São Eles               |        |
| 3º     | Bole-Bole                   |        |
| 4º     | Deixa Falar                 |        |
| 5º     | Império Pedreirense         |        |
| 6º     | Tradição Guamaense          |        |
| 7º     | Piratas da Batucada         |        |
| 8º     | A Grande Família            |        |

## Grupo 2
| Escola | Escola                 | Pontos |
| ------ | ---------------------- | ------ |
| 1º     | Acadêmicos da Pedreira | 227    |
| 2º     | Coração Jurunense      |        |
| 3º     | Academia Jurunense     |        |
| 4º     |                        |        |
| 5º     |                        |        |
| 6º     |                        |        |
| 7º     |                        |        |
| 8º     |                        |        |
| 9º     |                        |        |
| 10º    |                        |        |
| 11º    | Mocidade Olariense     |        |

## Grupo 3
| Escola | Escola                | Pontos |
| ------ | --------------------- | ------ |
| 1º     | Embaixadores Azulinos | 226    |
| 2º     | Rosa da Terra Firme   |        |
| 3º     | Nova Mangueira        |        |

## Blocos - 1º Grupo
| Escola | Escola                     | Pontos |
| ------ | -------------------------- | ------ |
| 1º     | Caprichosos da Cidade Nova |        |
| 2º     | Império Jurunense          |        |
| 3º     | Chupicopico                |        |

## Blocos - 2º Grupo
| Escola | Escola                                        | Pontos |
| ------ | --------------------------------------------- | ------ |
| 1º     | Agremiação Carnavalesca Mocidade Independente |        |
| 2º     | Acadêmicos de Samba da Terra Firme            |        |
| 3º     | Unidos da Pedreira                            |        |